# 風の息
『風の息』（かぜのいき）は、松本清張の長編推理小説。日本における航空がすべてアメリカ空軍によって管制されていた、連合国軍占領下の1952年4月に起こったもく星号墜落事故をもとに、フィクションの形で推理を展開した長編小説である。『赤旗』に連載され（1972年2月15日付 - 1973年4月13日付、連載中の挿絵は杉全直）、1974年2月に朝日新聞社より刊行された。
1982年にテレビドラマ化されている。

## あらすじ

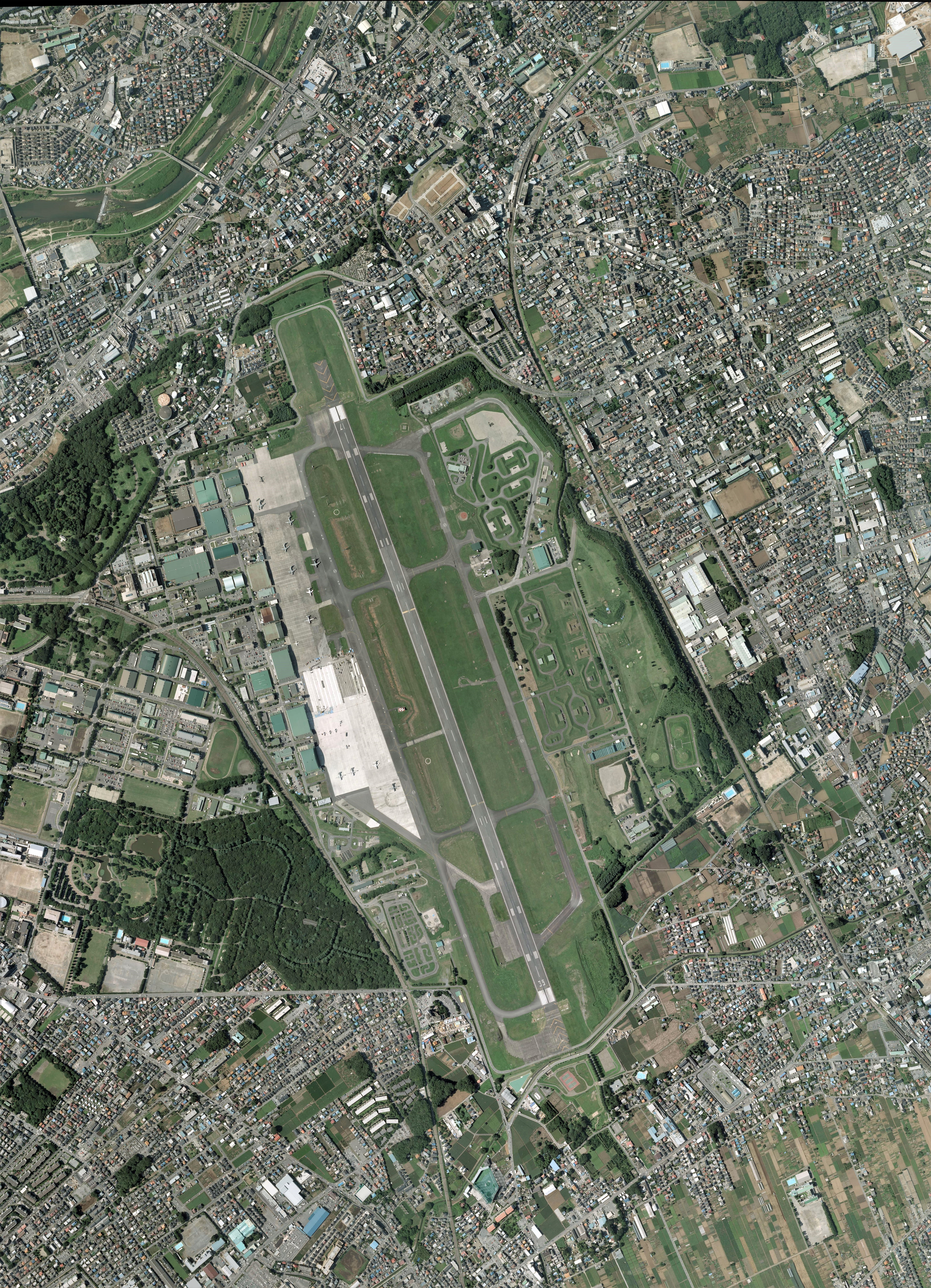
アメリカ空軍管轄のジョンソン基地が所在した、航空自衛隊入間基地周辺

1965年のこと、古書店を営む中浜宗介のもとに中年の婦人が訪れ、夫の蔵書である航空関係の専門書を売却する。1952年のもく星号墜落事故に関する資料と思われたが、そこへ古本屋の常連で新聞社論説委員の伊東豊が顔を出し、事故当時を回顧する。大学院生の小枝欣一は、宗介の参加する俳句同人の席で、伊豆大島の三原山に登った際に発見したダイヤモンドのブローチを披露、もく星号の女性乗客とされる相善八重子の遺品ではないかと推測する。欣一はブローチを八重子の遺族に渡そうと身元を調べるが、杳として知れない。
宗介と伊東は好奇心から相善八重子の秘密を調べ始める。宗介は古書店に資料を売却した婦人のもとを訪ね、夫の服部道夫が科学雑誌の元編集長で事件調査に熱心だったことを聞き、元部下の広田佐紀子が服部の資料を継いでいるのではないかと考えるが、広田佐紀子は行方をくらませてしまう。宗介はダイヤモンドが米軍占領下の接収ダイヤに由来すると考え、服部道夫が探っていた研磨加工の拠点である甲府市へ欣一を派遣、欣一は相善八重子の身元を追って、神戸市、福岡県飯塚市、名古屋市へとおもむく。
伊東は新聞社の航空部の島崎を宗介に紹介し、島崎は発表されたもく星号墜落事故調査委員会の調査結果を検討、当時すべての航空管制権をアメリカ空軍が握っているにもかかわらず、アメリカ空軍が委員会に参加せず、管制指示の録音テープの提出を拒んでおり、朝鮮戦争に伴いもく星号がアメリカ極東空軍の作戦区域に入っていることに注意を促し、加えて、もく星号に館山市上空から十分間は高度二千フィートで飛行せよと指令が出されたことを、「東京モニター」が伝え、村上義一運輸大臣が5月9日の衆議院運輸委員会で漏らしたことを伝える。日本政府がアメリカを否定する発言ができるわけがないが、ではもし「東京モニター」がアメリカ軍の関係者であれば、なぜアメリカ軍の権威を失墜させるようなことをしたのか、「東京モニター」の情報が、機長の完全なミスということですっきりした解決になると思われた墜落事故に対し、疑惑を招くことになったと島崎は述べる。
伊東は、日航本社をはじめ日本側に「舞阪沖海上に不時着」「アメリカ軍機が生存者を発見」「乗客全員無事」などの怪情報が流れたことについて、単純な航空事故であれば、アメリカ軍当局はすぐに正確な情報を出し、館山ー大島間の海上を大捜索、早い時間に怪情報を積極的に打ち消すことができたはずだが、正確な情報を出さなかった理由は、もく星号とアメリカ空軍機との重要な関係であり、日本側に真相を知られては困るから、一切の目を舞浜沖に集中させるトリックが案出されたと推理を述べる。島崎は「事故調査報告書」のコピーを持ち出すが、村上運輸大臣の発言にある、アメリカ空軍機は付近を航行中であったという事実が報告書から脱漏していることに宗介は疑問を抱く。調査会はなぜ追及しなかったのか。「優秀なアメリカの軍用機が日航機と空中接触を起すようなバカなことはない」という先入観念が、敗戦国の日本人にあったからではないかと考える。
帰京した欣一から、相善八重子が出入りしていた名古屋の大和生命ビル（徴兵ビル）が第五空軍司令部の出先機関であったこと、墜落事故後に国防総省からゴーランド少将が小牧基地に着いていたことを聞き、宗介は国会図書館でゴーランドが東京を訪問していないか調べようとするが、それと併せて「アイ」写真新聞の墜落事故当時の記事を読み、同誌の記者が他のマスコミに先んじて事故現場に到着しているのを不審に思う。またアメリカの救難隊の医療隊員2名が先んじて現場に落下傘で降下したことが報じられているが、彼らは必ずしも「現場保存」に立っていたとはいえないと伊東は示唆する。宗介は当時「アイ」写真新聞の嘱託通信員だった宮田忠彦に会い、宮田に情報を伝えた部長が同誌の解散後に急死したこと、宮田の持っている科学雑誌『航空情報』1952年7月号の対談記事から、もく星号の右の補助翼タブが未発見という情報を得る。補助翼タブについては事故調査報告書で触れられていないが、調査会は官僚的な組織で、報告書はアメリカ側を刺激しないよう八方円満な「作文」になったと伊東は考える。補助翼タブはアメリカ空軍機から機関銃で撃たれたのではないかと、宗介は空想を述べる。
欣一は墜落事故後に徴兵ビルに出入りした日本側航空調査官の人相特徴を通訳から聞き出し、島崎は、事故調査会の事務局長格だった原文夫ではないかと答える。原文夫が事故調査会の中心に居たとにらんだ宗介と伊東は、欣一を原の学生時代の知り合いである野村源一郎に接触させ、原が克明な日記をつけていることを聞く。
野村の紹介状を受け、欣一は原との直接対決に入る。「日本の生存にとってアメリカという国は必要なんだ。だから思想的な反米主義は危険だ」と言う原に対し、欣一は、演習中のアメリカ空軍機がもく星号を仮想敵機として機銃を撃ったとする仮説を述べるが、原は補助翼タブの向きからしてそれはありえないと、欣一の矛盾を突き、事故調査は多くの人に迷惑がかかるのでやめたほうがいいと欣一に忠告する。伊藤と宗介は原の経歴を調べ、原とブッシュの接点を発見、欣一は、もく星号唯一の外国人乗客であったリードが、空軍将校なのに日航機に乗っていたことに疑問を持つ。伊東は島崎から前運輸省飛行審査官の藤原卯三郎の紹介を受け、伊東は調査データを藤原に出して航空専門家の判断を求め、「藤原所見」を入手する。
航空専門家の所見で知識武装した欣一は、原との二度目の対決に臨む。主翼フラップやプロペラの曲り具合について報告書に記述されなかった不備を突く欣一に対し、原は「空想だ。証拠がない」、欣一は「反証がない限り、その憶測にも反論ができないと思います」と平行線を辿り、原は、アメリカ民間航空局のブッシュが録音テープを聞き、公表すれば事故が民間航空局側の責任ではないことがはっきりするが、空軍側の反対で抑えられたこと、録音テープには、もく星号の通常の事故とはいえない事故の発生が入っていたという想像は許されると思うと述べるが、欣一の説には「肯定も否定もできない。そういう資格がない」と押し問答が続く。伊東は大島の元炭焼人夫の情報や『航空情報』の記事から、被弾ではなく空軍機との接触の可能性を指摘する。
| 「原社長の休暇」の節で舞台となる宗像市・神湊の「白亜の洋館」 |  | クライマックスの舞台となる、宗像市の鐘崎地区 |
| 「原社長の休暇」の節で舞台となる宗像市・神湊の「白亜の洋館」 |  | クライマックスの舞台となる、宗像市の鐘崎地区 |

原が休暇で福岡県の宗像市にいることを秘書の岡から聞いた欣一は、神湊で原と三度目の接触を果たす。「政府発表の調査報告書と多少違ったところが出てきたところで、いまさらどうにもならないことではないか。無益なことだ。のみならず、それは反米感情をそそり、アカ（共産主義者）の連中に利用されることにおいて有害ですらある」と原は暗示する。欣一は、右翼フラップが原形を保ったのに左翼フラップが火に溶けて溶解したように潰れており、空中における何らかの衝撃によって左翼フラップ付近で部分的火災が発生した可能性を指摘、「東京モニター」は、もく星号の事故原因を日本人が熱心に知りたがることを予想したアメリカ空軍関係者が、緊急着陸の疑念を抱かせないために作った虚像である、原も村上義一大臣もアメリカにいっぱいくわされたのだとし、旧日本軍将校の自衛隊幹部から聞いた話に基づき、もく星号はIFF装置（敵味方識別装置）を積んでいた可能性がある、IFFの発信に対して応答がないので落さない程度の威嚇で警告用に撃ったが、それが誤って、もく星号の機体に当った、という推測を述べる。
当時の調査資料がすでに廃棄処分（証拠の湮滅）されたことを聞いた欣一は、原に日記を見せるよう懇願する。しかし原文夫はほどなく急死、確たる裏付けは何も得られず「すべて崩壊」に終わる。

## 主な登場人物
| アメリカ極東空軍司令部が所在した、東京・丸の内の明治生命館 |  | 大和生命ビル（旧名古屋日本徴兵館）が所在した、名古屋市の広小路クロスタワー |
| アメリカ極東空軍司令部が所在した、東京・丸の内の明治生命館 |  | 大和生命ビル（旧名古屋日本徴兵館）が所在した、名古屋市の広小路クロスタワー |

- 原作における設定を記述。

中浜宗介
阿佐ヶ谷の古書店「蒼古窟」の主人。
伊東豊
有楽町にあるR新聞社の論説委員。「蒼古窟」の常連の一人。
小枝欣一
A大学の大学院生で地質学を専攻。宗介の参加する「岩塊」の同人。
相善八重子
墜落したもく星号の唯一の女性客。宝石商。本名は江藤ケイ子。
服部道夫
科学雑誌「科学の日本」元編集長。もく星号墜落事故を調べていた。
服部和枝
服部道夫の妻。航空関係書を売りに「蒼古窟」を訪れる。
広田佐紀子
服部道夫の元部下の編集者。服部道夫の遺志を継ぎ、事故を調べる。
中浜江津子
宗介の妻。広田佐紀子との接触の際、宗介に協力する。
島崎
R新聞社の嘱託。元民間航空のパイロット。
江藤菊子
相善八重子の姉で名古屋在住。
大場岩雄
房総日日新聞の整理部長。事故当時「アイ」写真新聞の社会部デスク。
宮田忠彦
民放テレビ局のカメラマン。事故当時「アイ」写真新聞の大島通信員。
原文夫
アイガー航空貨物輸送会社の社長で、事故当時の事故調査会の事務局長。
岡比佐子
原文夫の秘書。原文夫と欣一の面会を取り次ぐ。
D・J・キング
ノースウェスト航空副社長。
ウェーン・ブッシュ
アメリカ民間航空局のハワイ駐在員。墜落事故後、大島で現地調査を行う。
ゴーランド
アメリカ国防総省付空軍顧問。墜落事故後、名古屋を訪問する。
リード
ジョンソン基地の空軍将校で大尉。

## エピソード
- 本作執筆の契機について著者は、1971年7月30日に発生した全日空機雫石衝突事故（旅客機と航空自衛隊の戦闘機の空中衝突事故）を挙げている[4]。
- 作中に紹介される『航空情報』1952年7月号の対談は、郡捷と今井仁による「ノー・モア・三原山 対談 もく星号の事故調査はどのように行われたか」が実際の記事となる。
- 取材には当時赤旗の編集者であった下里正樹が参加した。森村誠一によれば（下里はのちに森村の秘書を務めた）、資料を入手した下里が「これを手に入れるには非常に骨を折りましたので、せめて僕の名前を本のどこかに入れていただけませんか」と言ったところ、清張は下里の目の前で、資料をビリビリと破き、その要求を拒否した[5]。
- 日本近代文学研究者の岡田豊は、作中でなされた事故調査報告書に対する「作文」の記述について、1966年の全日空羽田沖墜落事故に際して、航空ジャーナリストの藤田日出男による記述「遺された最終報告書は、誰が読んでも辻褄の合わない稚拙な作文となった」との関連を示唆している[6]。
- 推理作家の北村薫は「謎解きの場面が延々と続くと退屈になりがちなのに『風の息』のその部分の迫力といったらない。この作家としての力量には舌を巻くしかありません」と述べている[7]。

## 『「もく星」号遭難事件』および『一九五二年日航機「撃墜」事件』との関係
- 1960年に発表された『日本の黒い霧』中の『「もく星」号遭難事件』では、舞阪沖遭難の怪情報について「（ジョンソン基地管制室の）過失を糊塗するため」と述べられ、また、墜落原因について「謀略による墜落ではなさそうである」と結論づけられていたが、本作ではこれら『「もく星」号遭難事件』における見解とは異なる推理が展開されている。
- 日本近代文学研究者の岡田豊は「『風の息』では、フィクションが占める割合が増し、さらに専門性の高い航空機をめぐる論争場面によって問題の深部に迫る傾向が強まる」「複数の角度から事故を語るという方法を徹底している」と指摘している[6]。
- 相善八重子（小原院陽子）について、本作では「相善八重子の跡」の節で「ダイヤモンドのほうはあきらめよう。これ以上調べても分らないよ」として、以後は墜落事故の推理に焦点が絞られる展開となっている。小原院陽子とダイヤモンドについての考察は、著者最晩年の1992年に刊行された小説『一九五二年日航機「撃墜」事件』に持ち越されている。

## 書誌情報
- 『風の息』上下巻〈朝日新聞社〉（1974年2月）
- 文庫版『風の息』上中下巻〈文春文庫〉（1978年5月・6月）
- 『松本清張全集 48』（文藝春秋〉（1983年7月）
- 『風の息』上中下巻〈小学館〉（2016年3月・4月・5月）

## テレビドラマ
「松本清張の風の息」のタイトル（サブタイトル「事故か！謀略か！もく星号三原山墜落の謎」）で、三原山で墜落したもく星号が発見された1952年4月10日より30年目の日付にあたる1982年4月10日（21:02-23:51）に、「土曜ワイド劇場」枠にて放映。同枠で1980年に放映された『帝銀事件』が高視聴率を記録し、テレビ朝日から同様の実録ドラマを再度製作放送したいとの申込みを受けて企画、『帝銀事件』と同じ新藤兼人脚本により製作された。広田佐紀子を主要人物に設定し小枝欣一とあわせて事故の原因を追う展開となっている。もく星号の離陸、飛行、アメリカ空軍機による射撃、墜落の各シーンで特撮が使用されている。視聴率21.3%（ビデオリサーチ調べ、関東地区） 。
キャスト
- 広田佐紀子 - 栗原小巻
- 相善八重子 - 関根恵子
- 中浜宗介 - 袋正
- 伊東豊 - 可知靖之
- カメラマン - 伊東達広
- ナレーション - 福田豊土
- 原文夫 - 中谷一郎
- 小枝欣一 - 根津甚八
- 中野誠也、橋本功、小林哲子、片山万由美、松本克平、稲葉義男、浜田寅彦、信欣三、川上夏代、高山真樹、新田勝江、清水良英、辻和子、村田知嘉子、武内亨、神山寛、宮部昭夫、山本清、佐伯赫哉、遠藤剛、中吉卓郎、橋本征子、光映子、水木涼子、村上記代、和地亜津子、増田再起、城戸卓、渡辺紀行、岡本正幸、加島潤、高木信夫、吉野武夫、栗林正、小鮒喜和造、草薙庄一郎、飯島大介、高杉哲平、ナイジェル・リード、ユセフ・オスマン、グラハム・ホール、アレクサンダー・ポッタム、ロジャー・コーブル、ジョン・ミラー、エンベル・アルデンパイ、バーナード・ロッテナー、ジーン・ヘンリーオール

スタッフ
- 脚本 - 新藤兼人
- 監督 - 貞永方久
- 企画 - 野村芳太郎
- プロデューサー - 白崎英介（テレビ朝日）、佐々木孟（松竹）
- 特撮 - 鈴木昶
- 助監督 - 山田良美
- 記録 - 桜木光子
- 音楽 - 菅野光亮
- 撮影技術 - 小杉正雄
- 録音 - 原田真一
- 照明 - 佐久間丈彦
- 編集 - 後藤彦治
- 現像 - 東洋現像所
- 美術 - 出川三男
- 装置 - 小島勝男
- 装飾 - 印南昇
- 美粧 - アークメイク・トキ
- 衣裳 - 松竹衣裳
- 協力 - 東海汽船、大島為朝園、ユキベルファム
- 制作 - テレビ朝日、松竹、霧プロダクション

| テレビ朝日系列 土曜ワイド劇場                    | テレビ朝日系列 土曜ワイド劇場                                             | テレビ朝日系列 土曜ワイド劇場                                 |
| 前番組                                           | 番組名                                                                    | 次番組                                                        |
| ------------------------------------------------ | ------------------------------------------------------------------------- | ------------------------------------------------------------- |
| 化粧台の美女 江戸川乱歩の蜘蛛男 （1982年4月3日） | 松本清張の風の息 事故か！謀略か！もく星号三原山墜落の謎 （1982年4月10日） | 西村京太郎トラベルミステリー 北帰行殺人事件 （1982年4月17日） |